# Symplasme

Modèle de transport de l'eau et des solutés par la voie apoplastique et symplastique.

Le symplasme désigne le continuum intracellulaire formé par les cellules végétales par le biais des plasmodesmes (syncytium). Les cytoplasmes de cellules ainsi reliés ne forment alors qu'un seul compartiment partagé par toutes les cellules. La taille des plasmodesmes régule la taille des solutés pouvant naviguer activement depuis une cellule vers une autre. Dans les racines, le symplasme assure le passage de l'eau et des solutés du sol vers le cylindre central où siègent les faisceaux conducteurs de sève. La voie symplasmique y est rendue obligatoire par la présence des cadres de Caspary dans l'endoderme qui obstruent la voie apoplasmique.
Selon Marc-André Selosse, la plante peut être considérée comme une cellule unique géante car il n'y a « qu'un seul espace cellulaire…, subdivisé en sous-zones interconnectées — qu’on appelle cellules, pour faire simple ». Cette organisation particulière a deux conséquences : d'une part, il n'y a pas de cancer végétal possible car il n'y a pas de cellules individualisées. D'autre part, il n'y a pas de neurones car les signaux électriques peuvent se propager de cellule en cellule.